# Municipio de Kardzhali
El municipio de Kardzhali (búlgaro: Община Кърджали) es un municipio búlgaro perteneciente a la provincia de Kardzhali.
En 2011 tiene 67 460 habitantes, el 49,33% turcos, el 36% búlgaros y el 1,5% gitanos. La capital municipal es la también capital provincial Kardzhali, donde viven dos tercios de la población del municipio.
Se ubica en el norte de la provincia y en su término municipal se ubican dos de los tres grandes embalses del río Arda.

## Localidades
Comprende la ciudad de Kardzhali y los siguientes pueblos:
| - Ayrovo - Bagra - Bashtino - Beli Plast - Blenika - Bolyartsi - Boyno - Bozhak - Brosh - Byala Polyana - Byalka - Chegantsi - Chereshitsa - Cherna skala - Chernyovtsi - Chiflik - Chilik - Dobrinovo - Dolishte - Dolna krepost - Dungovo - Duzhdino - Duzhdovnitsa - Enchets - Glavatartsi - Gluhar - Gnyazdovo - Golyama Bara - Gorna Krepost - Guskovo - Hodzhovtsi - Ilinitsa - Ivantsi - Kalinka - Kaloyantsi - Kamenartsi - Kobilyane - Kokiche - Kokoshane | - Konevo - Kostino - Krayno Selo - Krin - Krushevska - Krushka - Kyosevo - Lisitsite - Luvovo - Lyulyakovo - Makedontsi - Martino - Maystorovo - Miladinovo - Most - Mudrets - Murgovo - Nenkovo - Nevestino - Ohlyuvets - Opulchensko - Oreshnitsa - Ostrovitsa - Panchevo - Penyovo - Pepelishte - Perperek - Petlino - Povet - Prileptsi - Propast - Pudartsi - Rani List - Rezbartsi - Ridovo - Rudina - Sedlovina - Sestrinsko - Sevdalina | - Shiroko Pole - Sipey - Skalishte - Skalna Glava - Skarbino - Snezhinka - Sokolsko - Sokolyane - Solishte - Sredinka - Staro Myasto - Strahil Voyvoda - Strazhevtsi - Stremovo - Stremtsi - Svatbare - Tatkovo - Topolchane - Tri Mogili - Tsarevets - Varbentsi - Veleshani - Vishegrad - Visoka - Visoka Polyana - Volovartsi - Yarebitsa - Yastreb - Zaychino - Zelenikovo - Zhinzifovo - Zhitarnik - Zimzelen - Zornitsa - Zvanika - Zvezdelina - Zvezden - Zvinitsa - Zvunche |